# Парламентські вибори в Ісландії 2007
Парламентські вибори відбулись в Ісландії 12 травня 2007 року. За їх результатами більшість голосів виборола Партія незалежності, отримавши 25 з 63 місць в альтингу.

## Результати
Результати парламентських виборів в Ісландії 2007 року
| Партії                        | Голоси  | %     | +/-    | Місця | +/- |
| ----------------------------- | ------- | ----- | ------ | ----- | --- |
| Партія незалежності           | 66 754  | 36.64 | ▲ 2.96 | 25    | ▲ 3 |
| Соціал-демократичний альянс   | 48 743  | 26.76 | ▼ 4.19 | 18    | ▼ 2 |
| Ліво-зелений рух              | 26 136  | 14.35 | ▲ 5.54 | 9     | ▲ 4 |
| Прогресивна партія            | 21 350  | 11.72 | ▼ 6.01 | 7     | ▼ 5 |
| Ліберальна партія             | 13 233  | 7.26  | ▼ 0.12 | 4     | ▬   |
| Ісландський рух – Жива країна | 5 953   | 3.27  |        | 0     |     |
| Разом                         | 185 071 | 100 % | 100 %  | 63    | 63  |